# Tour Down Under 2003
La 5.ª edición del Tour Down Under (llamado oficialmente: Santos Tour Down Under) fue una carrera de ciclismo en ruta por etapas que se celebró entre el 21 y el 26 de enero de 2003 en Australia con inicio y final en la ciudad Adelaida sobre un recorrido de 735 kilómetros.
La carrera fue ganada por el corredor español Mikel Astarloza, en segundo lugar Lennie Kristensen y en tercer lugar Stuart O'Grady.

## Clasificaciones finales
- Las clasificaciones finalizaron de la siguiente forma:[3]

### Clasificación general
| \| Clasificación general \| Clasificación general \| Clasificación general \| Clasificación general \| Clasificación general \| \| Ciclista \| Ciclista \| Equipo \| Tiempo \| \| \| --------------------- \| --------------------- \| ----------------------- \| --------------------- \| --------------------- \| \| 1.º \| Mikel Astarloza \| AG2R Prévoyance \| 17 h 17 min 45 s \| \| \| 2.º \| Lennie Kristensen \| CSC \| + 0 s \| \| \| 3.º \| Stuart O'Grady \| Crédit Agricole \| + 4 s \| \| \| 4.º \| Giampaolo Caruso \| ONCE-Eroski \| + 4 s \| \| \| 5.º \| Paolo Lanfranchi \| Ceramica Panaria-Fiordo \| + 6 s \| \| \| 6.º \| Xavier Florencio \| ONCE-Eroski \| + 7 s \| \| \| 7.º \| Patrick Jonker \| Van Hemert Groep \| + 9 s \| \| \| 8.º \| David Cañada \| Quick Step-Davitamon \| + 13 s \| \| \| 9.º \| Steffen Wesemann \| Telekom \| + 13 s \| \| \| 10.º \| Cadel Evans \| Telekom \| + 15 s \| \| |                   |                         |                  |
| |                   |                         |                  |
| Fuente: ProCyclingStats |                   |                         |                  |
| Clasificación general |                   |                         |                  |
| Ciclista | Ciclista          | Equipo                  | Tiempo           |
| 1.º | Mikel Astarloza   | AG2R Prévoyance         | 17 h 17 min 45 s |
| 2.º | Lennie Kristensen | CSC                     | + 0 s            |
| 3.º | Stuart O'Grady    | Crédit Agricole         | + 4 s            |
| 4.º | Giampaolo Caruso  | ONCE-Eroski             | + 4 s            |
| 5.º | Paolo Lanfranchi  | Ceramica Panaria-Fiordo | + 6 s            |
| 6.º | Xavier Florencio  | ONCE-Eroski             | + 7 s            |
| 7.º | Patrick Jonker    | Van Hemert Groep        | + 9 s            |
| 8.º | David Cañada      | Quick Step-Davitamon    | + 13 s           |
| 9.º | Steffen Wesemann  | Telekom                 | + 13 s           |
| 10.º | Cadel Evans       | Telekom                 | + 15 s           |